# 朱孟燦
通城莊靖王朱孟燦（1389年10月6日—1455年），明朝楚藩第一代通城王，楚昭王朱楨的庶第七子。

## 生平
洪武二十二年九月壬午（1389年10月6日），朱孟燦出生。永樂二年（1404年），封通城王。
景泰六年（1455年），朱孟燦去世，享年六十七歲，諡號莊靖。

## 家庭

### 妻
- 妃程氏，贵州都指挥使程暹孙女，永樂四年（1406年）冊為通城王妃[4]，永樂十三年（1415年）薨[5]
- 妃王氏，生朱季𰊺[6]

### 子
- 长子：通城榮順王朱季𰊺[7]

### 女
- 第二女：罗田县主，儀賓郭成[8]
- 第三女：慈利县主，儀賓章锐[9]